# Autobusna linija br. 147 u Zagrebu
Linija 147 (Vrapčanska aleja – Dolec) dnevna je autobusna linija u Zagrebu.
Prometuje radnim danom na trasi: Vrapčanska aleja (Ulica Majke Terezije → Vrapčanska aleja) – Bolnička cesta – Karažnik – Dolec (Dolec → Huzjanova ulica → Sigetje → Gajnice → Ulica Keresinečkih žrtava → Čileanska ulica)
Linija je uvedena 29. travnja 2024. zbog potrebe bolje povezanosti Gajnica i Karažnika s drugim dijelovima grada. Povezuje šire područje Gajnica s njenim središtem te željezničkim stajalištem Vrapče gdje je moguće presjedanje na prigradsku željeznicu ili autobusne linije s terminala Črnomerec.

## Vanjske poveznice
- Vozni red linije 147